# Brown v. Board of Education
Brown v. Board of Education ist die Sammelbezeichnung für fünf von 1952 bis 1954 vor dem Obersten Gerichtshof der Vereinigten Staaten verhandelte Fälle zum Thema der Rassentrennung an öffentlichen Schulen. Die von betroffenen Eltern eingebrachten Sammelklagen gegen vier Bundesstaaten und den Bundesdistrikt vertraten die Position, dass separate Einrichtungen für Schüler getrennt nach Hautfarbe den Gleichheitsgrundsatz der Verfassung der Vereinigten Staaten verletzen. Der Oberste Gerichtshof schloss sich dieser Argumentation mit seinem Grundsatzurteil vom 17. Mai 1954 einstimmig an und hob damit die spätestens seit Plessy v. Ferguson geltende Rechtsprechung (“separate but equal”) auf. Die Entscheidung markierte das Ende der rechtlich sanktionierten Rassentrennung an staatlichen Schulen in den Vereinigten Staaten.

## Geschichtlicher Hintergrund
Die Rassentrennung war in den Vereinigten Staaten seit ihrer Gründung 1781 ein viel diskutiertes Thema. Dabei gab es schon zu diesem Zeitpunkt bedeutende Unterschiede und Meinungsverschiedenheiten darüber, welche Rolle Schwarze in der neuen Republik einnehmen sollten, die als Sklaven in die ehemaligen britischen Kolonien gebracht wurden. So enthielt die Verfassung von 1791 bereits einen Passus, der es dem Kongress verbot, vor 1808 die Einfuhr von Sklaven zu regulieren. Die föderale Struktur des politischen Systems erlaubte es jedem Staat selbst zu entscheiden, ob Sklavenhaltung erlaubt sein soll und welche rechtlichen Regeln anzuwenden sind. Die beginnende Industrialisierung in den Nordstaaten führte auch dazu, dass der Bedarf an Sklavenarbeit dort bedeutend geringer wurde als in den arbeitsintensiven, auf Agrarwirtschaft basierenden Südstaaten. Während sich für die industrielle Arbeit Immigranten aus Europa finden ließen, war der Süden weiter auf Sklaven angewiesen.
Im Missouri-Kompromiss einigten sich die Bundesstaaten 1820 im Kongress darauf, dass die Anzahl sklavenhaltender und -freier Staaten gleich bleiben soll. Damit sollte verhindert werden, dass die Sklavenfrage zum politischen Thema für die Bundesregierung würde. Die aus dem Kompromiss resultierende Stimmengleichheit im Senat (Split Senate) stellte sicher, dass Gesetzesvorlagen zur Sklavenhaltung auf Bundesebene keine Mehrheit finden würden.

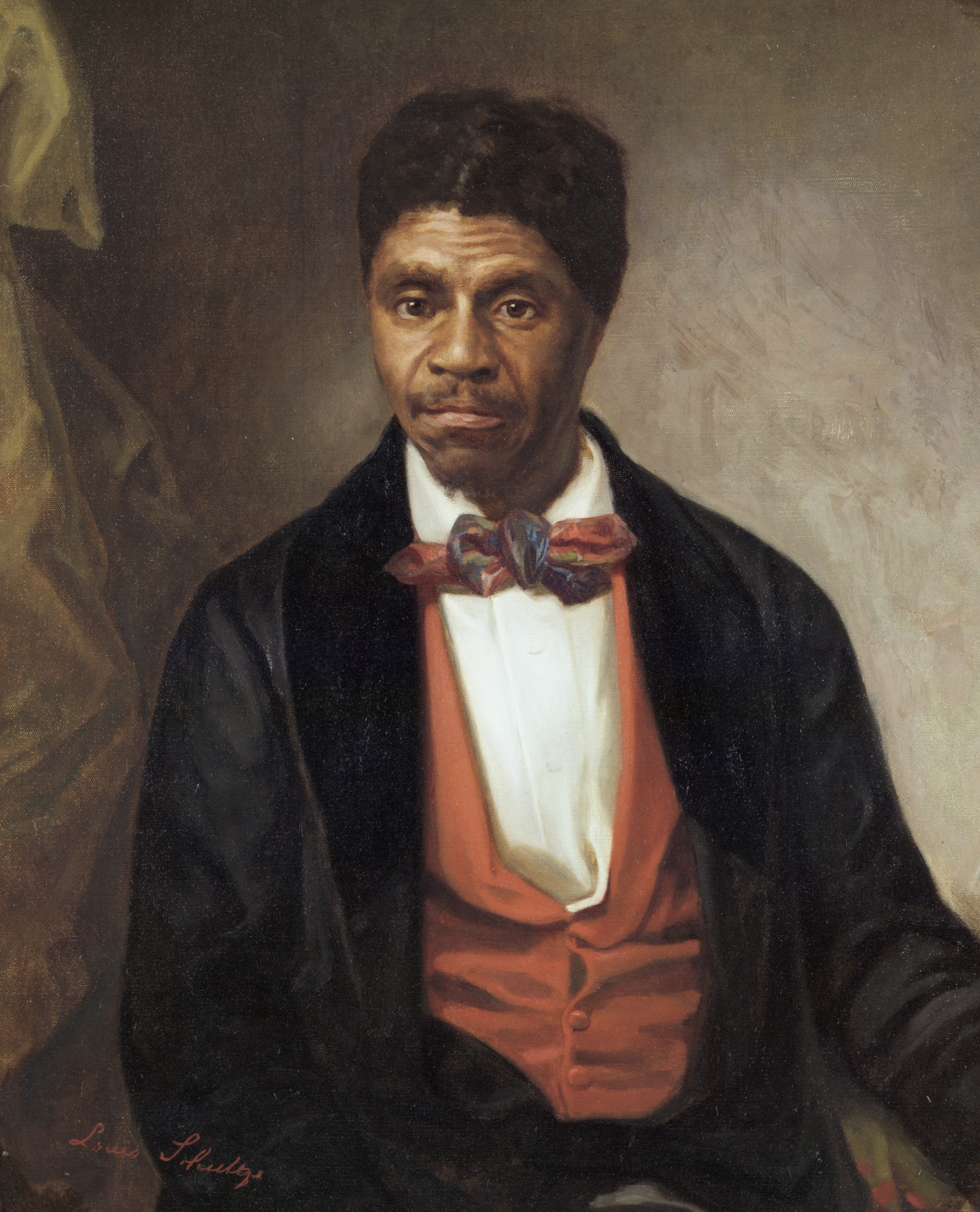
Dred Scott, Kläger im Fall Dred Scott v. Sandford

Der Oberste Gerichtshof hatte sich bis zur Mitte des 19. Jahrhunderts zur Sklavenfrage nicht geäußert. Mit dem Urteil im Fall Dred Scott v. Sandford von 1857 änderte sich das jedoch mit einer Entscheidung, die nicht nur den sklavenhaltenden Bundesstaaten zusprach, sondern auch gleichzeitig dem Kongress jede Kompetenz absprach, sich politisch mit dem Thema zu beschäftigen. Die Richter sahen es als erwiesen an, dass es Schwarzen grundsätzlich unmöglich sei, die amerikanische Staatsbürgerschaft zu erlangen, weil sie eine niedere Rasse darstellten und „nicht in der Lage sind, sich in politischen oder gesellschaftlichen Beziehungen mit der weißen Rasse zu assoziieren“. Weiterhin erklärten die Richter, dass ein Verbot der Sklavenhaltung gegen die Verfassung verstieße, weil sie eine Enteignung ohne die im 5. Zusatzartikel vorgesehene Entschädigung darstelle. Das Urteil war von großer politischer Bedeutung, verschob es doch das mühsam ausgehandelte Gleichgewicht zugunsten der sklavenhaltenden Bundesstaaten. Die Hoffnung von Roger B. Taney, welcher als vorsitzender Richter für dieses Urteil verantwortlich zeichnete, dass damit die Sklavereifrage „befriedet“ werden könnte, erfüllte sich nicht, da das Urteil in den Nordstaaten auch in bisher kompromissbereiten Kreisen für Empörung sorgte, während in den Südstaaten die konfrontativeren Stimmen immer mehr an Einfluss gewinnen konnten. Im Gegenteil gilt das Urteil als eines von mehreren Ereignissen der Amtszeit von Präsident James Buchanan (1857–1861),
welche unmittelbar zum Ausbruch des Bürgerkriegs beitrugen.
Kurz nach der Wahl Abraham Lincolns im November 1860 kam es zur Sezession mehrerer Südstaaten, die die politische Haltung der Nordstaaten nicht unterstützten und befürchteten, die Bundesregierung würde nach der Wahl vermehrt gegen die Sklavenhaltung eintreten. Der Austritt führte zum Bürgerkrieg, einem der blutigsten Ereignisse der amerikanischen Geschichte. Nach den vierjährigen Kriegshandlungen konnten sich die Vereinigten Staaten gegen die Separatisten aus dem Süden behaupten und gliederten die abtrünnigen Bundesstaaten wieder ein. Die Sklavenhaltung und Ungleichbehandlung ehemaliger Sklaven wurde mit der Verabschiedung des 13. (1865) und 14. Zusatzartikels (1866) auf Verfassungsebene verboten; das Dred-Scott-Urteil war damit ebenfalls hinfällig.
Die neuen politischen Zustände hielten sich allerdings nicht lange. Während kurz nach dem Ende des Sezessionskrieges vermehrt Schwarze in politische Ämter gewählt wurden, führte auch die Ermattung der Bundesregierung in dieser Frage zu einer teilweisen Umkehr der Entwicklung. Nach dem Ende der Reconstruction, als die Bundestruppen aus den Südstaaten abgezogen waren, wurden dort die „Jim-Crow-Gesetze“ erlassen, die an den Verfassungsänderungen vorbei die politischen und gesellschaftlichen Möglichkeiten ehemaliger Sklaven einschränken sollten. Diese Gesetze beruhten auf einer strikten Rassentrennung. Öffentliche Einrichtungen wie Hotels, Schulen, Toiletten, Busse und Bahnen, Restaurants, Sportstätten und -vereine, Krankenhäuser und Arztpraxen mussten gesetzlichen Vorgaben gemäß nach Hautfarbe getrennt werden.
Diese Gesetze erreichten 1883 und 1896 den Obersten Gerichtshof. In den als Bürgerrechtsfällen bekannten Urteilen von 1883 entschied das Gericht, dass die nach dem Bürgerkrieg verabschiedeten Verfassungszusätze der Bundesregierung keine Kompetenzen zubilligten, gegen Diskriminierungen in privaten Geschäftsbeziehungen vorzugehen. Im Fall Plessy v. Ferguson konkretisierte das Gericht seine Haltung und bestimmte, dass gesetzliche Rassentrennung grundsätzlich erlaubt ist, solange es getrennte, aber gleiche Einrichtungen für Schwarze und Weiße gibt. Der Fall Plessy v. Ferguson war als so genannter „Test Case“ von einer Bürgerrechtsorganisation namens Comité des Citoyens, welche von den Kreolen in New Orleans getragen wurde, bewusst angestrengt worden. Homer Plessy sollte das als ungerecht empfundene Gesetz brechen, verhaftet und verurteilt werden und – mit Unterstützung des Comité – durch die Instanzen bis vor den obersten Gerichtshof klagen, um ein Grundsatzurteil zu erzielen. Am obersten Gerichtshof war jedoch nur John Marshall Harlan derselben Meinung wie die Bürgerrechtler und so zog man sich enttäuscht von weiteren Versuchen, auf gerichtlichem Wege Bürgerrechte durchzusetzen, zurück. Die gerichtlichen Erfolge der Bürgerrechtsbewegung, von denen Brown v. Board einer der bekanntesten ist, wurden jedoch von Gruppen wie die NAACP auf sehr ähnliche Weise errungen. Als geradezu prophetisch sollte sich das Sondervotum von Harlan erweisen, der schrieb: “the judgement this day rendered, will, in time, prove to be quite as pernicious as the decision made by this tribunal in the Dred Scott Case.” („Das Urteil, welches heute ergangen ist, wird sich beizeiten als genauso verderblich erweisen, wie jenes, welches dieses Gericht im Fall Dred Scott gemacht hat“)

## Vorbereitung

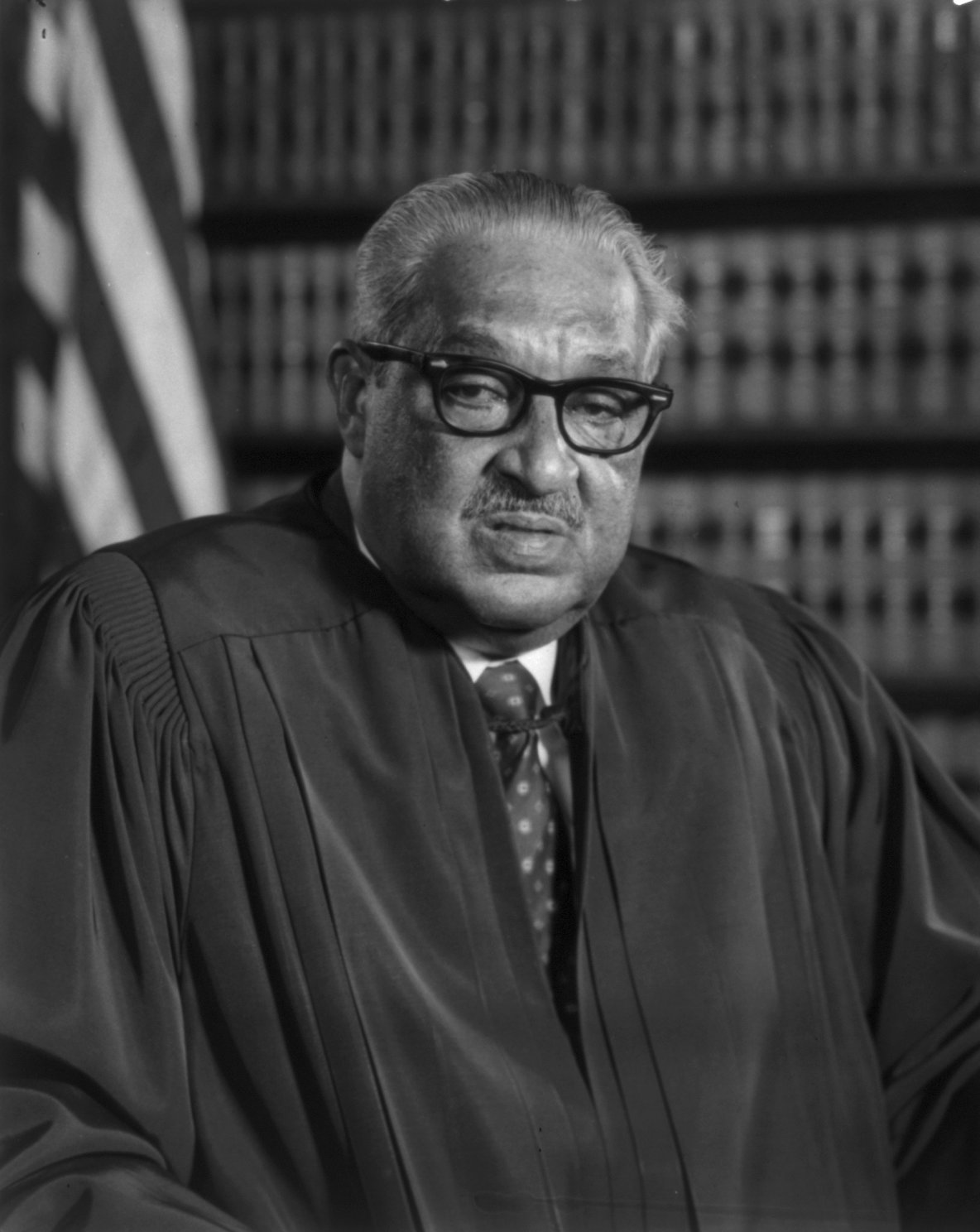
Thurgood Marshall, Anwalt für die NAACP und erster schwarzer Richter am Obersten Gerichtshof

Der Fall, der 1954 vor dem Obersten Gerichtshof verhandelt wurde, beruhte auf einer langfristigen Strategie der 1909 gegründeten National Association for the Advancement of Colored People (NAACP), einer Vereinigung, die sich die Verbesserung der Lebensumstände aller schwarzen Amerikaner zum Ziel gesetzt hatte. Bereits 1935 versuchte die Organisation durch Klagen, in den Gerichten die Rassentrennung zu thematisieren. Thurgood Marshall, der 1967 zum ersten afroamerikanischen Richter am Obersten Gerichtshof ernannt werden sollte, konzipierte eine Strategie, die über den Rechtsweg Verhandlungen zur Annahme schwarzer Studenten an Hochschulen in den Südstaaten zu erzwingen vorsah. Sie beruhte auf der Tatsache, dass fast alle Hochschulen in den Südstaaten vorher nur weißen Studenten vorbehalten waren, während afroamerikanischen Schulabgängern meist kein adäquater Zugang zu einer Hochschulausbildung möglich war. Damit sollten die Unzulänglichkeiten des „getrennt aber gleich“-Grundsatzes aufgezeigt werden.
Diese Strategie zahlte sich erstmals im Fall Missouri ex rel. Gaines v. Canada aus. Der Bundesstaat Missouri zahlte zu diesem Zeitpunkt Studiengebühren für schwarze Studenten, die in den benachbarten Bundesstaaten Recht studierten, verbot ihnen aber die Einschreibung an den eigenen Universitäten. Hier urteilten die Richter, dass eine solche Vorgehensweise eine unzulässige Umgehung der Plessy v. Ferguson-Entscheidung darstellte, da damit für schwarze Studenten erst gar keine Einrichtungen bereitgestellt wurden, die dann auch gleich sein müssten.
In einem nachfolgenden Fall entschied der Gerichtshof gegen den Bundesstaat Texas, der infolge einer Klage auf Aufnahme eines schwarzen Studenten an die staatliche University of Texas in Eile eine separate Hochschule gründete, um dort schwarze Studenten zu unterrichten. Der Gerichtshof befand im als Sweatt v. Painter bekannten Fall, dass die separate Einrichtung völlig unzulänglich sei, und wies den Bundesstaat an, für eine Hochschule mit der gleichen Ausstattung wie an der University of Texas zu sorgen oder schwarze Studenten dort aufzunehmen. Die Strategie zielte hierbei auch auf wirtschaftliche Erwägungen ab, indem sie zeigte, dass vollständig gleiche Einrichtungen nur durch unerträglich hohe Kosten zu Lasten des Steuerzahlers möglich wären und es am Ende günstiger wäre, schwarze Studenten an vormals ausschließlich weißen Schulen aufzunehmen.
Die eigentliche Klage, die später als Brown v. Board of Education bekannt wurde, ging von Esther Brown aus, einer weißen, jüdischen Frau in Merriam, Kansas, einem Vorort von Kansas City, Missouri. Brown stellte beim Nachhausefahren ihrer afroamerikanischen Haushaltshilfe fest, in welchem erschreckenden Zustand sich die örtliche Schule für Schwarze in der Stadt South Park, Kansas, befand, während die Stadtverwaltung gleichzeitig die Ausgabe neuer Anleihen zum Bau einer Schule für Weiße plante. Nach einem drei Wochen langen gemeinschaftlichen Boykott der Schule reichte eine Zweigstelle der NAACP erfolgreich Klage gegen die Verwaltung mit dem Ziel ein, schwarzen Schülern Zugang zur neuen Schule zu gewähren.

## Klage

Gesetzliche Regelung der Rassentrennung in den Vereinigten Staaten vor Brown

Nach dem Erfolg in South Park versuchte Esther Brown, die Rassentrennung auch in den Städten Wichita und Topeka in Frage zu stellen. Insbesondere in Topeka fand Brown begeisterte Anhänger in der örtlichen NAACP-Zweigstelle. Nachdem genug Geld für das Verfahren gesammelt worden war, reichte der Anwalt der Topeka-NAACP am 28. Februar 1951 gegen den Schulbezirk Klage ein. Der Klageschrift schlossen sich 20 weitere Familien an, die ebenfalls von der gesetzlichen Rassentrennung betroffen waren. Der erste in der Sammelklage aufgeführte Kläger war Oliver Brown, der Fall wurde entsprechend Oliver Brown et al. v. Board of Education of Topeka genannt.
Oliver Brown sagte in der Vernehmung aus, dass seine neunjährige Tochter Linda Brown jeden Morgen eine vielbefahrene Straße und die Gleise einer benachbarten Industriebahn überqueren müsse, um dann mit dem Schulbus zur anderthalb Kilometer entfernten Schwarzenschule zu fahren. Hinzu käme eine halbstündige Wartezeit vor der verschlossenen Schule, die auch bei Regen und Schnee bewältigt werden müsse. Gleichzeitig gebe es aber eine Schule für Weiße, die nur sechs Straßen von Browns Haus entfernt sei.
Am Ende der Verhandlung stellten die drei Richter einstimmig fest, dass die Einrichtungen im Wesentlichen ebenbürtig seien, und merkten nebenbei an, dass der Oberste Gerichtshof „separate but equal“ nie aufgehoben habe, der Grundsatz also weiter gelte. Das Gericht erklärte aber gleichzeitig, dass diese Trennung schwarzen Schulkindern schade und ihnen die Vorteile einer integrierten Schule vorenthielte.
Zum Zeitpunkt der Urteilsverkündung liefen in drei anderen Bundesstaaten und im District of Columbia ähnliche Klagen. Die Berufungen in allen fünf Fällen erreichten den Obersten Gerichtshof gemeinsam im Jahr 1952, die ersten Anhörungen fanden im Dezember 1952 statt. Als der Oberste Richter Fred M. Vinson verstarb, wurde die Verhandlung um ein Jahr verschoben. In der Zwischenzeit bestellte Präsident Eisenhower Earl Warren in das Amt. Die nächste Anhörung fand dann im Dezember 1953 statt. In der Verhandlung wurden die Kläger durch Thurgood Marshall vertreten.

## Urteile

### Brown I

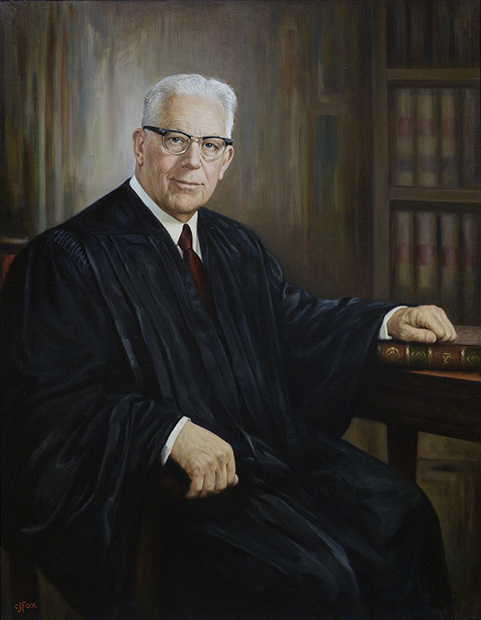
Earl Warren, Oberster Richter während der Verhandlung von Brown

Earl Warren verkündete am 17. Mai 1954 die einstimmige Entscheidung des Gerichts, dass „getrennte Bildungseinrichtungen von Natur aus ungleich“ sind. Damit stellte sich das Gericht sowohl gegen das Plessy v. Ferguson-Urteil als auch gegen das Urteil im Fall Cumming v. Richmond County Board of Education aus dem Jahr 1899, in welchem es noch ausdrücklich festgestellt hatte, dass getrennte Bildungseinrichtungen nicht gegen den Gleichheitsgrundsatz der Verfassung verstoßen.
Die Urteilsbegründung ist vergleichsweise kurz. Während beispielsweise das wichtige Bürgerrechtsurteil Warrens, Miranda v. Arizona, über 50 Seiten einnimmt, gelang es Richter Warren hier, die Gedanken des Gerichts auf elf Seiten zu konzentrieren. Dabei muss allerdings auch bedacht werden, dass das Urteil die Feststellung des eigentlichen Rechtsbruchs von der Festlegung eines angebrachten Rechtsbehelfs trennte. Mit der Urteilsverkündung stellt das Gericht also fest, dass Rassentrennung gegen die Verfassung verstieß, welche Folgen das aber im Einzelnen für betroffene Bürger hat, sollte in einer nachfolgenden Verhandlung beschlossen werden. Gedächtnisprotokolle von den Verhandlungen der Richter untereinander zeigen auch, dass diese Trennung es Warren erst ermöglichte, die für ihn so wichtige Einstimmigkeit aller Richter zu erhalten.
Warren wählte in seiner Begründung einen Ansatz, der von vielen später kritisiert wurde. Statt sich mit der juristischen Frage zu beschäftigen, ob die Rassentrennung an sich gegen die Verfassung verstoße, schlug Warren einen anderen Weg ein. Seine Argumentation fußte auf gesellschaftlichen Betrachtungen, genauer den Nachteilen, die nach Rassen getrennte Bildungseinrichtungen für die amerikanische Gesellschaft allgemein und schwarze Schulkinder besonders hatte. Warren stellte die Frage, ob der Gleichberechtigungsgrundsatz des 14. Zusatzartikels auch den gleichberechtigten Zugang zu staatlichen Bildungseinrichtungen beinhaltete. In seinen Ausführungen bejahte Warren diese Frage, indem er auf die unvergleichbar große Bedeutung von Bildung verwies:

„Bildung ist heute vielleicht die wichtigste Aufgabe der bundesstaatlichen und lokalen Regierungen. Gesetze zur Schulpflicht und gewaltige Bildungsausgaben zeigen beide unsere Erkenntnis, welch wichtige Bedeutung Bildung in einer demokratischen Gesellschaft hat. Sie wird in der Ausführung unserer einfachsten öffentlichen Aufgaben verlangt, selbst beim Dienst im Militär. Es ist das Fundament eines guten Staatsbürgers. Es ist heute eines der Hauptinstrumente, Kinder für kulturelle Werte erwachen zu lassen, sie für ihre spätere berufliche Ausbildung vorzubereiten und ihnen zu helfen, sich an ihre Umgebung anzupassen. Es ist heute zweifelhaft, dass von einem Kind vernünftigerweise erwartet werden kann, erfolgreich durch das Leben zu gehen, wenn ihm die Gelegenheit zur Bildung verwehrt wird. Solch eine Gelegenheit, sofern sich ein Bundesstaat bereit erklärt, sie anzubieten, muss für alle nach gleichen Bedingungen greifbar sein.“

Die Bedeutung der Bildung in öffentlichen Schulen wurde deshalb betont, weil sich das Urteil auf den Gleichheitsgrundsatz in der 14. Verfassungsänderung der USA von 1868 stützte. Hätte es bereits 1868 nach Herkunft getrennte, staatliche Schulsysteme gegeben, wäre die Überlegung im Raum gestanden, dass der Gesetzgeber deren Zulässigkeit nicht anzweifeln wollte. 1868 herrschten jedoch private Schulen vor, schwarze Kinder besuchten in der Regel gar keine Schulen.
In einem separaten Urteil beschloss das Gericht im Fall Bolling v. Sharpe, dass der eigentlich auf die Bundesstaaten abzielende Gleichheitsgrundsatz der Verfassung auch auf die Bundesregierung zutraf. Damit wurde die Rassentrennung auch für die Bundeshauptstadt Washington, D.C. und die anderen Territorien des Bundes als verfassungswidrig erklärt.

Rubrum und Umsetzungsanordnung des Gerichts vom 17. Mai 1954
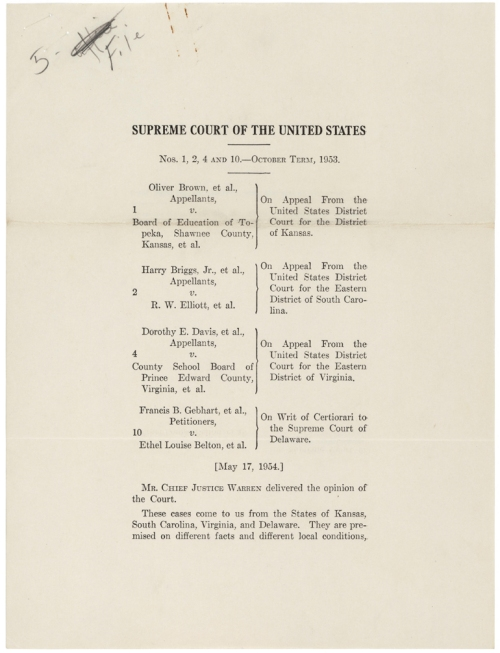
Rubrum des Urteils
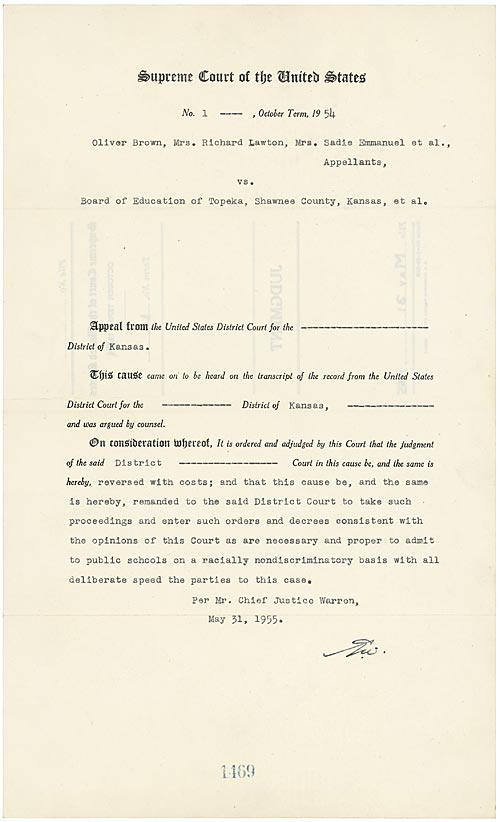
Umsetzungsanordnung des Gerichts unterzeichnet von Earl Warren

### Brown II
Nach dem ersten Urteil (Brown I) wurde für April 1955 eine neue Verhandlung angesetzt, um festzulegen, wie die Aufhebung der Rassentrennung umgesetzt werden sollte. In der Zwischenzeit verstarb Richter Jackson, und Präsident Eisenhower ernannte John Marshall Harlan II als Jacksons Nachfolger. Harlan war der Urenkel des gleichnamigen Richters John Marshall Harlan, der 1896 als Einziger im Fall Plessy v. Ferguson gegen die Mehrheit und damit gegen die Rassentrennung gestimmt hatte.
Während die Richter bei Brown I noch vergleichsweise einfach auf eine Linie gebracht werden konnten, fand sich Warren in der Frage, wie genau die Rassentrennung behoben werden sollte, mit größeren Meinungsverschiedenheiten konfrontiert. Richter Hugo Black war zwar ein Verfechter der Aufhebung, war aber der Ansicht, dass es das Beste wäre, wenn das Oberste Gericht so wenig wie möglich zur eigentlichen Lösung sagte, um den Bundesstaaten einen eigenen Gestaltungsspielraum zu geben. Black und Richter William Douglas glaubten beide, dass das Gericht kurzfristig nichts erreichen könnte und auf die Kooperation der betroffenen Schulbezirke angewiesen war. Richter Felix Frankfurter bezog eine gegensätzliche Position, indem er sich für einen schrittweisen Übergang zur Rassenintegration aussprach, der Weg dahin aber vom Gericht vorgegeben werden sollte.
Die Richter einigten sich schließlich auf einen viel zitierten, oft kritisierten Kompromiss: Die Bundesstaaten wurden angewiesen, die Integration mit „jeder bewussten Schnelle“ (engl. „all deliberate speed“) voranzutreiben. Die bundesstaatlichen Bemühungen sollten von den Bundesgerichten im jeweiligen Gerichtsbezirk überwacht werden. Klagen gegen unzureichende Integration waren möglich, allerdings nicht als Sammelklage. Um die Integration zu erzwingen, mussten also in jedem Schulbezirk bei Bedarf separat Klagen eingereicht werden. Damit sollte auch den Befürchtungen der Richter Rechnung getragen werden, dass zu radikale Vorgaben des Gerichts auf solch verstärkte Ablehnung treffen würden, dass sie letztendlich ignoriert würden.

## Folgen

Plastik der Little Rock Nine, neun schwarze Schüler, denen der Zutritt an eine High School im Bundesstaat Arkansas verwehrt wurde

Auf Grund der Art und Weise, wie die Urteile gestaltet waren, war nach der Entscheidungsverkündung noch ein weiter Weg zur Beendigung der Rassentrennung einzuschlagen. In vielen Schulbezirken musste die Integration über Bundesgerichte eingeklagt werden, da sich die jeweiligen Behörden entweder weigerten oder Veränderungen hinauszögerten. Im Bundesstaat Virginia organisierte Senator Harry F. Byrd eine als Massive Resistance bekannte Widerstandsbewegung, die unter anderem die Schließung von Schulen beinhaltete, um einer Integration vorzubeugen. Im Bundesstaat Arkansas wies Gouverneur Orval Faubus die Nationalgarde an, schwarze Schüler, die Little Rock Nine, vom Betreten der Little Rock Central High School abzuhalten. Präsident Eisenhower reagierte, indem er die 101. US-Luftlandedivision von Fort Campbell mobilisierte und den Oberbefehl über die Nationalgarde Arkansas’ übernahm.
Ein oft benutztes Mittel zur Integration war die gerichtliche Anweisung, Schüler verschiedener Hautfarben mit Schulbussen so zu verteilen, dass Schulen ein ausgewogenes Verhältnis an Schülern hatten. Dieser Ansatz beruht auf der Tatsache, dass es in den meisten Bundesstaaten keine freie Wahl der Schule gibt, Schüler also nach geografischen Gesichtspunkten bestimmten Schulbezirken zugewiesen werden. Als Folge der Urteile begannen Bundesstaaten damit, die Grenzen dieser Schulbezirke so zu ziehen, dass sie im Ergebnis weiter nach Hautfarbe getrennt blieben. Aus einer Trennung auf Grund gesetzlicher Vorgaben wurde also eine praktische Trennung auf Grund von Schulbussen. In den 1970ern vermehrten sich Klagen gegen dieses Verfahren mit dem Ergebnis, dass Schüler teilweise Dutzende von Kilometern entfernt von ihrem Wohnort Schulen besuchten. Der Oberste Gerichtshof entschied 1971 im Fall Swann v. Charlotte-Mecklenburg Board of Education erst, dass die mit Schulbussen erzwungene Integration verfassungsgemäß und ein akzeptables Integrationsmittel sei, revidierte dieses Urteil aber zum Teil bereits 1974 im Fall Milliken v. Bradley. Die meisten gerichtlich auferlegten Schulbusprogramme wurden im Laufe der 1990er aufgehoben.

## Kritik
Die Entscheidungen des Obersten Gerichts wurden von Juristen wiederholt kritisiert. So schrieb William Rehnquist, Oberster Bundesrichter von 1986 bis 2005, in einer Kurznotiz 1952:

„Mir ist bewusst, dass dies eine unbeliebte und unhumanitäre Meinung ist, für die ich von „liberalen“ Kollegen scharf kritisiert worden bin, aber ich finde, dass Plessy v. Ferguson richtig war und nochmals bestätigt werden sollte. … Auf das Argument … dass eine Mehrheit eine Minderheit nicht ihres verfassungsmäßigen Rechts berauben dürfe, muss die Antwort lauten, dass das zwar theoretisch vernünftig ist, auf lange Sicht gesehen aber die Mehrheit über die verfassungsmäßigen Rechte der Minderheit entscheiden wird.“

Als Originalisten bezeichnete Juristen, die der wortwörtlichen Bedeutung der Verfassung zum Zeitpunkt ihrer Verabschiedung großen Wert zumessen, äußerten sich ebenfalls kritisch über das Urteil. Raoul Berger, Juraprofessor an der Harvard University, vertrat in seinem einflussreichen Buch Government by Judiciary die Ansicht, dass Brown v. Board of Education unter Beachtung der ursprünglichen Bedeutung des 14. Zusatzartikels nicht verteidigt werden könnte. Das sei schon dadurch gegeben, dass der kurz nach der Verfassungsänderung verabschiedete Civil Rights Act of 1875 Schulen von den aufgezählten Einrichtungen ausschloss.
Heute wird Brown meist als eine der richtungsweisenden Entscheidungen des 20. Jahrhunderts gelobt. Zum 50. Jahrestag von Brown I besuchte Präsident George W. Bush die seit 1992 in der Monroe Elementary School eingerichtete Gedenkstätte Brown v. Board of Education National Historic Site in Topeka, Kansas, und nannte das Urteil „eine Entscheidung, die Amerika für immer zum Besseren verändert hat“.